# La Crouzille
La Crouzille ist eine französische Gemeinde mit 259 Einwohnern (Stand: 1. Januar 2022) im Département Puy-de-Dôme in der Region Auvergne-Rhône-Alpes. Sie gehört zum Arrondissement Riom und zum Kanton Saint-Éloy-les-Mines. 

## Geographie
La Crouzille liegt in der Landschaft Combraille im Norden des Zentralmassives, etwa 26 Kilometer südsüdöstlich von Montluçon.
Die angrenzenden Gemeinden sind Ars-les-Favets im Norden, Montaigut im Osten, Youx im Süden und Südosten, Le Quartier im Süden, Virlet im Süden und Westen sowie Ronnet im Nordwesten.

## Bevölkerungsentwicklung
| Jahr                       | 1962 | 1968 | 1975 | 1982 | 1990 | 1999 | 2006 | 2013 |
| Einwohner                  | 504  | 415  | 354  | 312  | 296  | 284  | 286  | 276  |
| Quellen: Cassini und INSEE |      |      |      |      |      |      |      |      |

## Sehenswürdigkeiten
- Kirche Saint-Ménélée aus dem 12. Jahrhundert